# Maria Molicka (psycholożka)
Maria Molicka – polska psycholożka, dr psychologii klinicznej dziecka, była profesor w Instytucie Pedagogicznym Państwowej Wyższej Szkoły Zawodowej w Lesznie, autorka 8 książek dotyczących bajkoterapii, członkini Europejskiego Towarzystwa Psychologii Zdrowia.

## Publikacje
- Bajki terapeutyczne jako metoda obniżania lęków u dzieci hospitalizowanych, wyd. Kolegium Nauczycielskie, Leszno 1997
- Bajki terapeutyczne dla dzieci, Media Rodzina, Poznań 1999
- Bajkoterapia. O lękach dzieci i nowej metodzie terapii, Media Rodzina, Poznań 2002
- Bajki terapeutyczne. Część 2 , Media Rodzina, Poznań 2003
- Lula i Zulek, Oficyna Wyd. Impuls, Kraków 2005
- Journey on the Nursery Rhyme Bus. Nowa metoda wprowadzająca dzieci  w naukę języka angielskiego (praca zbiorowa, autorzy: Maria Molicka, Mark Akhurst, Roman Martynów), Wydawnictwo PWSZ,  Leszno 2008
- Biblioterapia i bajkoterapia. Rola literatury w procesie zmiany rozumienia świata społecznego  i siebie, Media Rodzina, Poznań 2011
- Jak wychowywać dziecko? Próba odpowiedzi na odwieczne pytanie, Media Rodzina, Poznań 2020